# Illés-együttes
Az Illés-együttes az 1960-as és 1970-es évek legnépszerűbb magyar beatzenekara. Nevükben hivatalosan is szerepel az „együttes” szó, nem pusztán csak „Illés” önmagában: elnevezésüket 1971-ben változtatták meg Illés-zenekarról Illés-együttesre. (A kötőjeles írásmódot az teszi lehetővé, hogy az alapítóról kapta a nevét.)

## Története

### A kezdetek (1957–1964)
Az Illés-zenekar családi zenekarként alakult 1957-ben, a zongorán Illés Lajos, szaxofonon pedig testvére, Illés Károly játszott. A családi zenekarban további tagként Zsiga István gitározott. Az együttes – ahogy a korszakban szokásos volt – a családi nevet választotta nevének (Tabányi Mihály és zenekara, Holéczy zenekar, Balassa zenekar, Benkó együttes). Illés Károly a budapesti Vörösmarty Mihály Gimnázium zenekarában is játszott. Az együttes a korszak ismertebb külföldi dalait játszotta: dixielandet, olasz slágereket, örökzöldeket, Shadows- és Hurricanes-dalokat. Fellépéseiket klubokban, az Alkotmány utcai technikumban, középiskolai bulikban, egyetemi rendezvényeken tartották. A következő változás akkor következett be, amikor a Budapesti Műszaki Egyetem zenekarává léptek elő. Az Illés testvérekhez ekkor csatlakozott Nényei Tass (basszusgitár, hawaii gitár), Farkas Ádám és Halász Gyula (gitár), Rozinszky Csaba, majd Körmendi János (dob). (Az együttesből egyedül Illés Károly nem volt egyetemi hallgató).

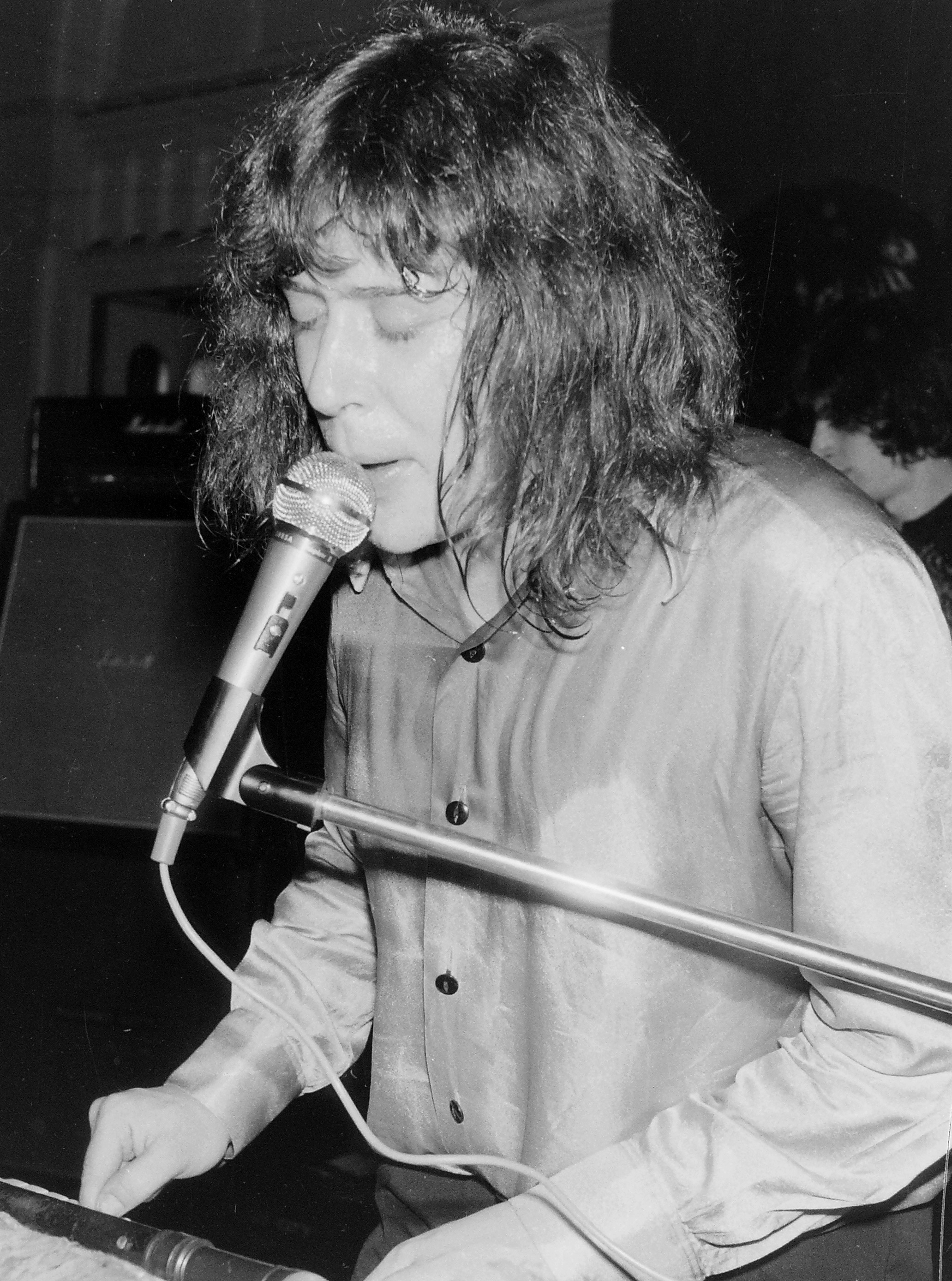
Illés Lajos (1970)

1962 és 1963 között a repertoárjuk a Beatles, a Szabad Európa Rádió és a luxemburgi rádió hatására kibővült, a Bercsényi Klubban tartottak előadásokat, emellett a Petőfi Sándor utcai Építők klubjában is rendszeresen felléptek. Ezeknek a fellépéseknek köszönhetően a fővárosban egyre népszerűbbek lettek, telt házas koncerteket adtak. Az 1963-as Sportcsarnokbeli amatőr fesztiválon aranyérmet nyertek. A másik aranyérmes a Metro együttes volt. A rendezvényen felléptek még a kor jelentősebb amatőr zenekarai, énekesei, mint a Scampolo, a Benkó Dixieland Band, az Omega, aki egy gimnazista lányt (Koncz Zsuzsát) kísért, valamint Zalatnay Sarolta. Koncz Zsuzsa 1963-ban csatlakozott a zenekarhoz, akinek révén tovább bővült a zenekar repertoárja. Sportcsarnokbeli szereplésük miatt (a közönség őrjöngött) az MSZMP Központi Bizottságának Agitációs és Propaganda Osztálya (APO) 1963-as egyik ülése foglalkozott az Illés-együttes feloszlatásának lehetőségével is.
1964-ben Farkas Ádám gitáros egyik napról a másikra bejelentette, hogy kilép az együttesből, mert a diplomamunkáját kellett elkészítenie. A megüresedett helyre Koncz Zsuzsa Bródy Jánost ajánlotta, akivel 1963 nyarán, Balatongyörökön ismerkedett meg. Érdekesség, hogy Bródy első bemutatkozása a próbán balul ütött ki, a zongora ráesett a lábára, így a további próbákon törött lábbal játszott. Ugyanebben az évben megszületett első lemezfelvételük is, a Long Tall Sally (Koncz Zsuzsa énekével), és a Little Richard/Chapel of Love (Koncz Zsuzsa és Ács Ildikó énekével), valamint két instrumentális Illés Lajos-alkotás, a 64, és az Ostinato. Ekkor már a dobos Körmendi János volt. Körmendi csatlakozásával az együttes Fats Domino dalait is felvette műsorába. A koncerteken néha fellépett vendégművészként, kisegítőként Szörényi Levente is, aki Gergely Ági révén ismerkedett meg a zenekarral: a szünetekben Adriano Celentano-nótákat adott elő.
1964-ben komoly válság következett be az együttes életében. Többen befejezték egyetemi tanulmányaikat (köztük Illés Lajos is), a zenekar válaszút elé került: profi vagy amatőr? Az Illés testvérek Körmendi Jánossal együtt profiként zenéltek tovább, ugyanakkor a többi tag megalapította a Strings együttest, és továbbiakban a klubot, a kollégium felszerelésit is megtartották maguknak. Illésék felszerelés, helyiség és zenészek nélkül maradtak. Tetézte a bajt, hogy ebben a helyzetben Koncz Zsuzsa is elpártolt tőlük.
A későbbi fellépéseken Szörényi Levente – akit akkoriban „a kis Buddy Holly”-nak hívtak – már állandó vendég volt. Bródy így emlékezett vissza erre az időre: „Eleinte nem nagyon szerettem, mert ha lejött, elkérte a gitáromat, óriási showt csinált, eltépte a húrjaimat, levetette magát a földre, aztán visszaadta a gitárt, és azt mondta, ne haragudj! És a gitáron nem volt húr. Amikor aztán az első próbán Szabolccsal elénekelte az It's All Over Nowt, akkor éreztem, hogy alapvetően jó srác és érdemes vele együtt zenélni.”

### A legendás Illés (1965–1973)
1965 elejére az Illés-együttes lépéshátrányba került megfelelő felszerelés és klub, valamint állandó zenészek nélkül a többi beatzenekarhoz képest. Illés Lajos úgy döntött, hogy meghívja Szörényi Leventét az együttesbe állandó tagként, aki azonban csak úgy vállalta a tagságot, ha testvérét is felveszi az együttes. Illés ebbe beleegyezett, így 1965 januárjában a két Szörényi csatlakozott az együtteshez (a zenekar ekkori felállása még mindig nem végleges: Illés Lajos, Illés Károly, Szörényi Levente, Szörényi Szabolcs, Bródy János és Körmendi János), a repertoárt jelentősen felfrissítették, Beatles, Kinks, The Animals, Pretty Things számokat játszottak.

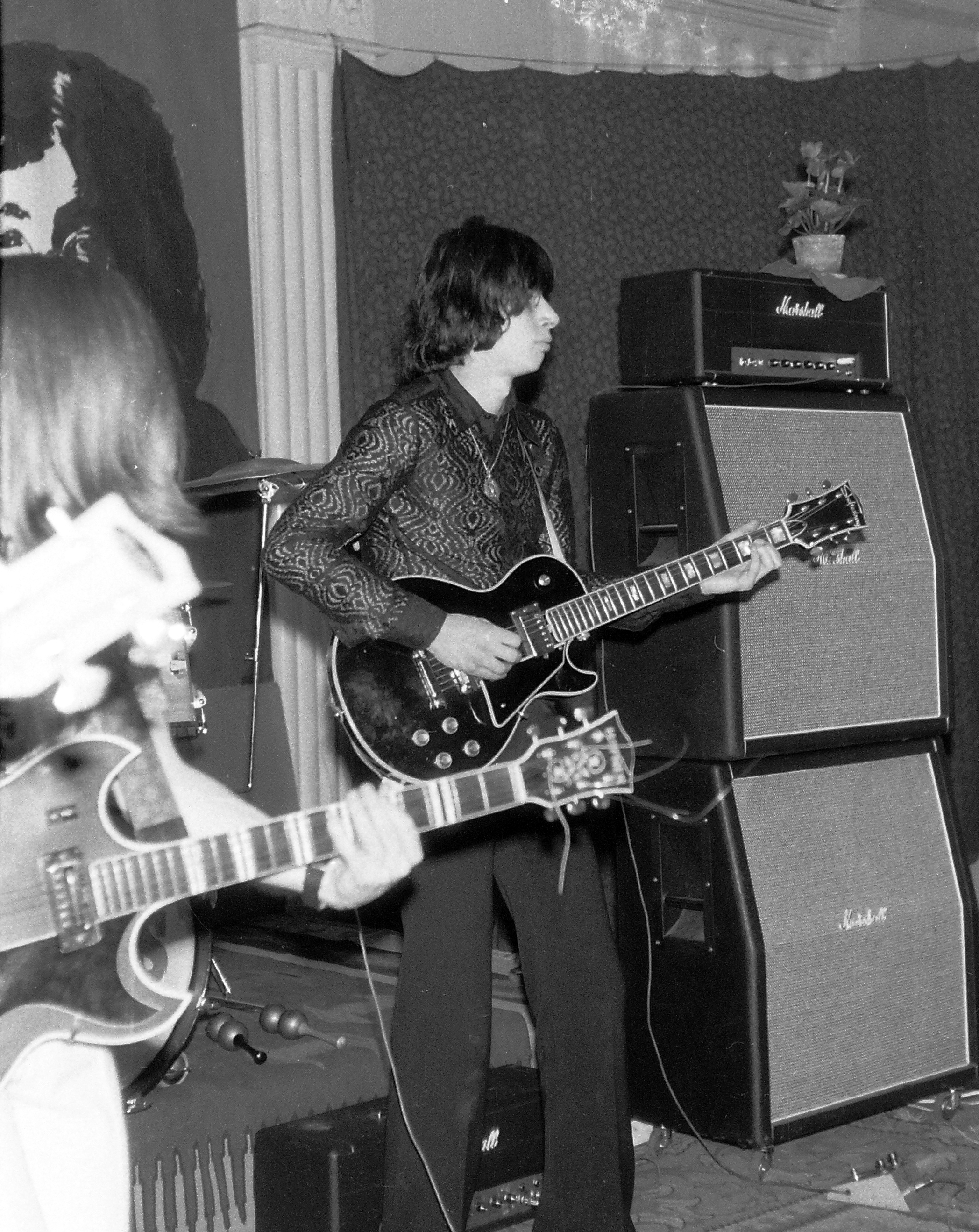
Bródy János (1970)

Sikerült egy állandó klubot is szerezniük, a kőbányai Törekvés Klubban, majd az Eötvös utcai Vasas klubban léptek fel rendszeresen, valamint sikerült az akkor híres Syconor helyére bekerülniük a Boschba vasárnaponként, szombati naponként pedig már újra a Várban zenélhettek. Újra felkerültek a popzene élvonalához.

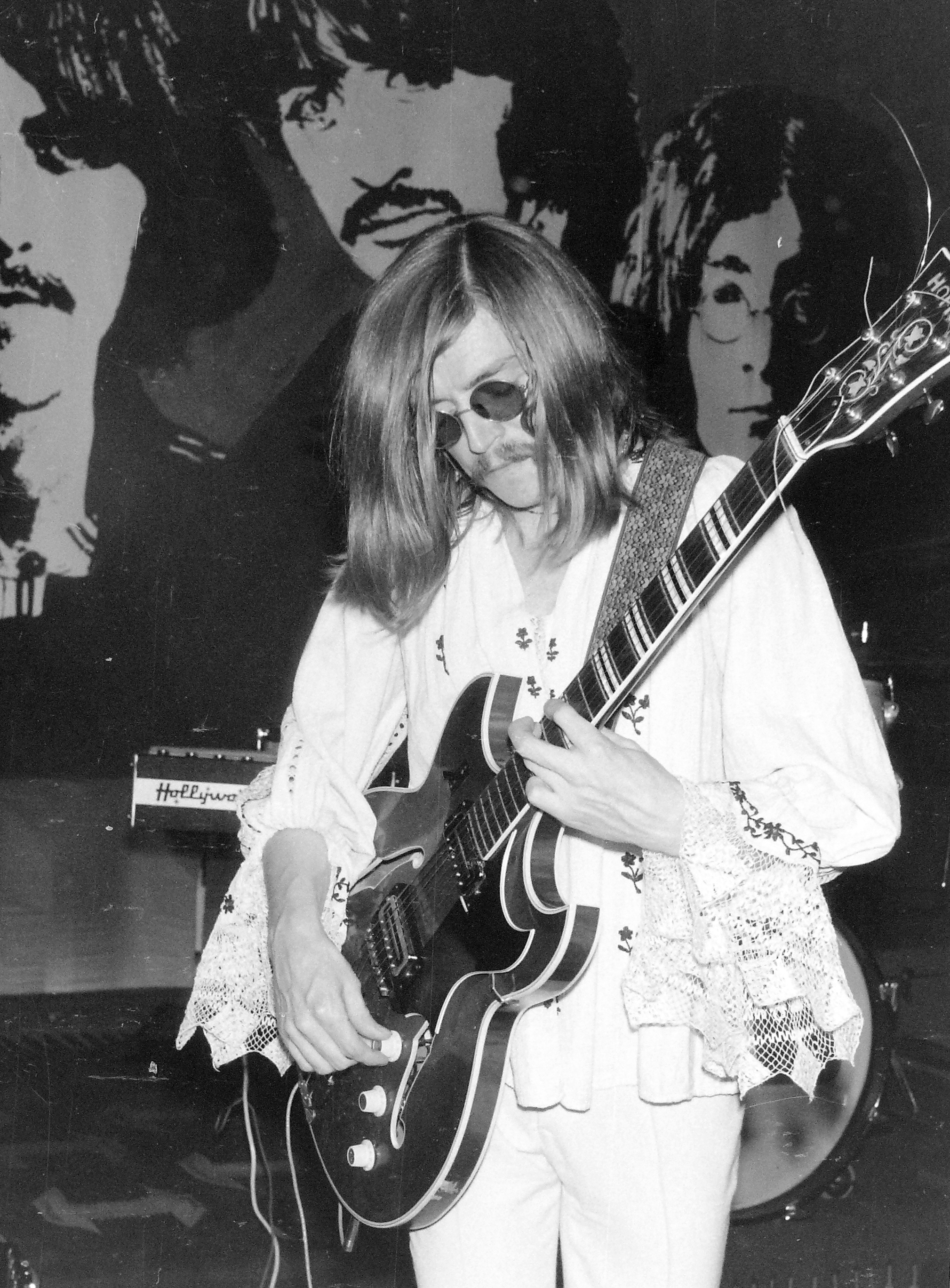
Szörényi Levente (1970)

Szörényi Levente Bródy Jánossal azon gondolkodott, hogy saját számokat írnak, bár még Szörényi Levente első számát, az „Alvajáró”-t (szövegírója: Hajnal István) a Sanzonbizottság többszöri átalakítás után sem engedélyezte, de a Hungarotonnál elkészíthettek több kislemezt is, köztük saját – ekkor még csak instrumentális – számokkal (A Protonok tánca (Illés L.) – Séta az arany húrokon (Szörényi L.) – Little baby (Shannon–Bennet) – Bucket seats (Routers) kislemezt, a Summertime (Gershwin) – A magányos (Szörényi L.), valamint a Johnny guitar (Young–Lee) – Üzenet Eddynek (Szörényi L.) számokat tartalmazó kislemezeket).
1965 nyarán három hónapos szerződéssel esténként a nógrádverőcei Expressz ifjúsági táborban léptek fel, (ekkor már Pásztory Zoltán dobolt, akit Szörényi Levente csalt el az Operettszínháztól), itt született meg a hazai beat-zene: Bródy és Szörényi felköltözött a diákszálló lapos tetejére, és megírták az első közös dalaikat. (Óh mondd, Légy jó kicsit hozzám, Az utcán).
Az „Óh mondd” számot először a „Bosch”-ban énekelték el, a közönség nem reagált rájuk, a dallam, a ritmus alig különbözött az angol zeneszámoktól, a szövegek pedig a korabeli technika recsegése, torzítása, a nagy zaj, és főleg a tánc miatt nem volt feltűnő.
Ebben az évben megnyerték a salgótarjáni amatőr zenei fesztivált, felvették az első magyar nyelvű beat-kislemezt, a Bacsó Péter rendezte „Szerelmes biciklisták” című film egyik dalát (Táskarádió (Fényes Sz.–Bacsó P.)). A filmben az Illés-együttes is látható volt. 1965-ben, bár a Sanzonbizottság többször visszautasította, a Magyar Televízió egyik műsorában ennek ellenére leadták a „Rohan az idő” című dalukat Koncz Zsuzsa előadásában. A dalnak olyan sikere lett, hogy meg kellett ismételni, ezért a Hungaroton 1966–ban ki is adta (Rohan az idő (Szörényi L.–S. Nagy I.) – I who have nothing (Leiber–Stoller), Koncz Zsuzsa énekével, az elsőt az Illés, a másodikat a Metro együttes kíséretében)

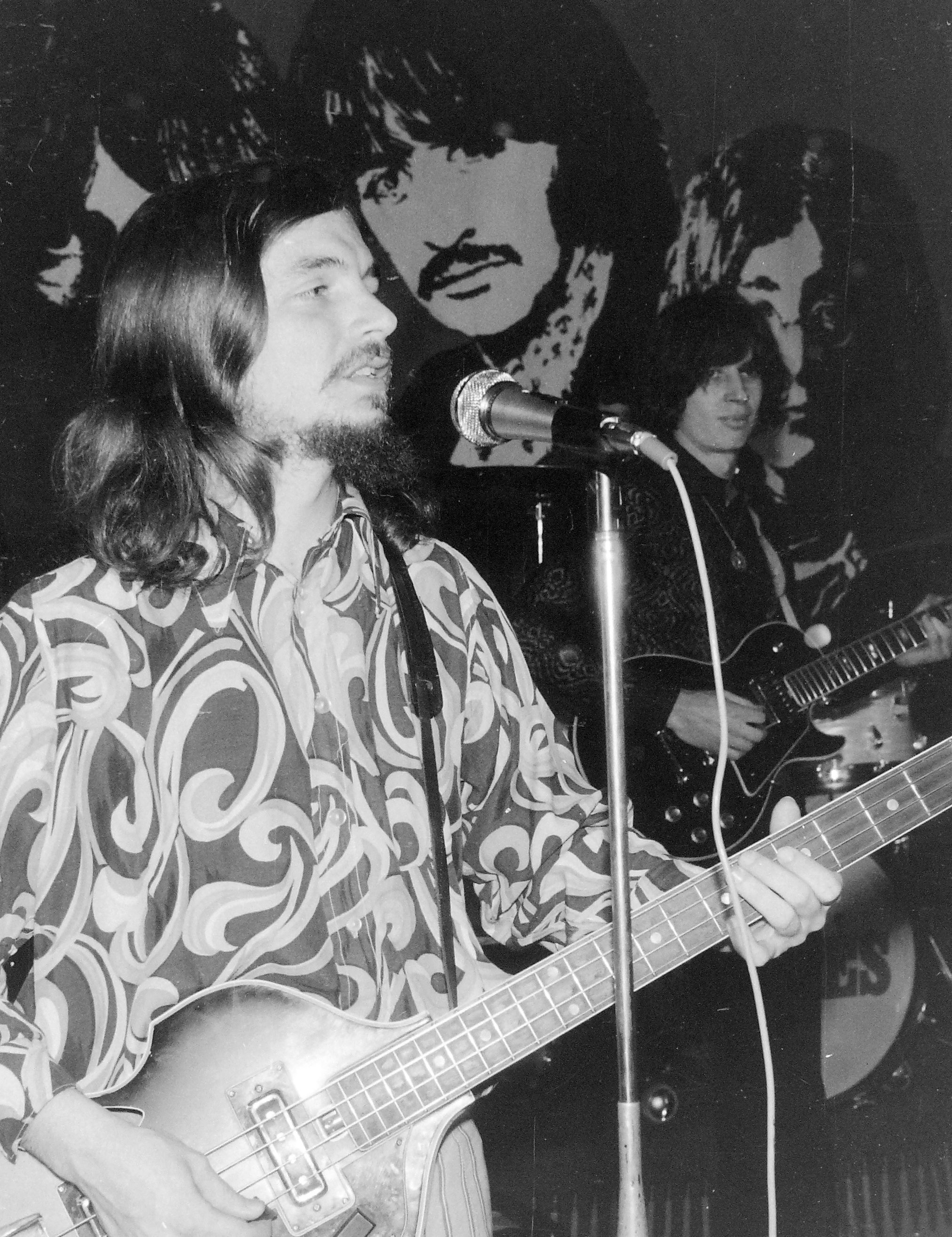
Szörényi Szabolcs (1970)

A Magyar Rádióban lehetőséget kaptak arra, hogy stúdióban négy számukat rögzítsék. Egy lejátszás után a dalok olyan népszerűek lettek, hogy a Hungaroton is kiadta a számokat egy EP-n, (Légy jó kicsit hozzám (Szörényi L.–Bródy J.) – Ó, mondd (Szörényi L.–Bródy J.) – Az utcán (Szörényi L.–Bródy J.) – Mindig veled (Szörényi L.–Bródy J.)), ez volt az Illés-együttes első olyan lemeze, melyet kizárólag az Illés-együttes írt és énekelt. A csata eldőlt, a magyar nyelvű beat-zene tért hódított.

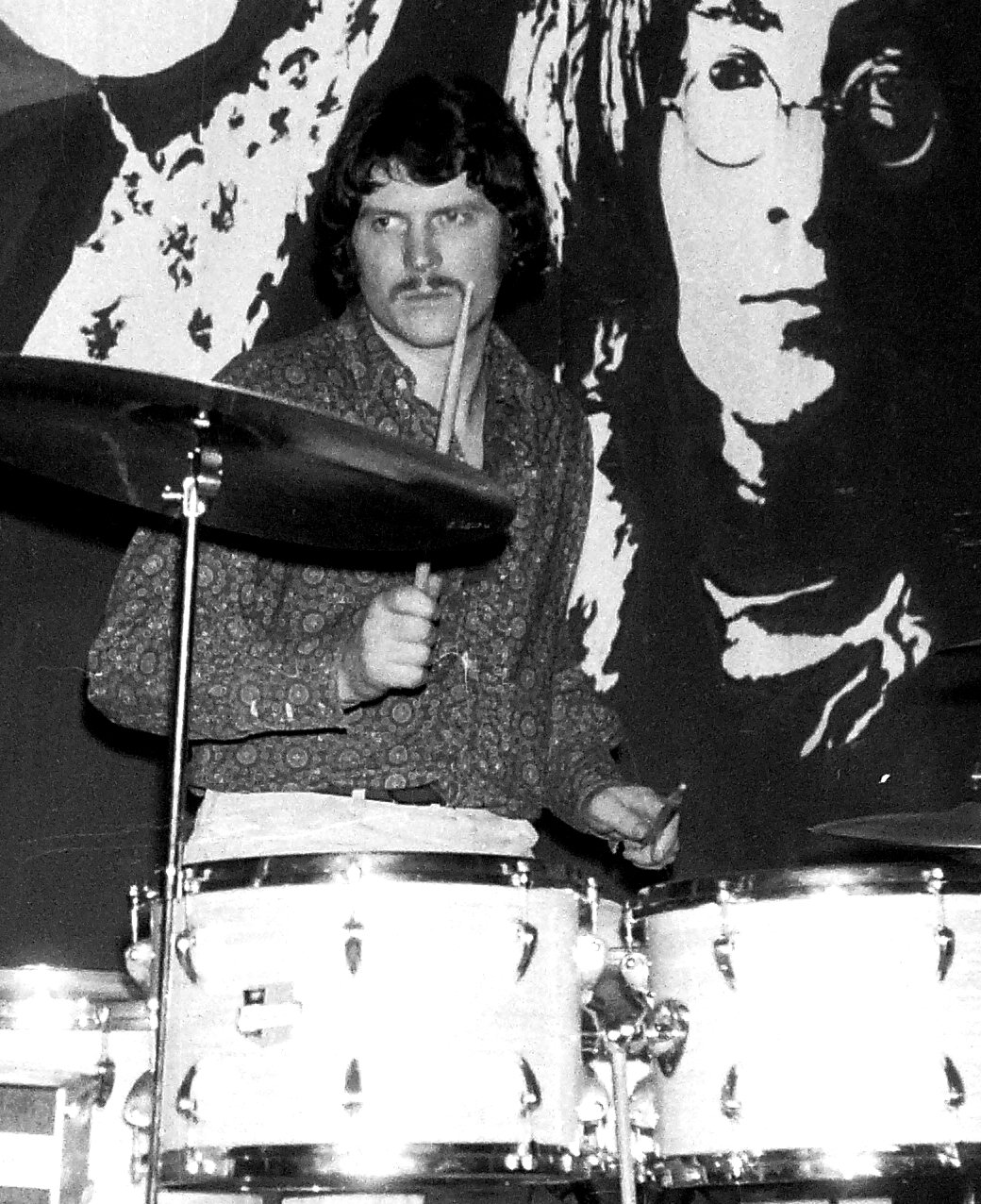
Pásztory Zoltán (1970)

Az Illés-együttes életében még két jelentősebb rendezvény következett be: az első a nyári Kisstadionbeli „Gitárpárbaj”, ahol a régi hagyományos tánczenét éneklő előadókat kifütyülték, a beatzenekarokat viszont éltették. Az Illés-együttes volt az egyetlen, aki az angol számok mellett magyar nyelvű számot is elénekelt (Légy jó kicsit hozzám).
A másik esemény az I. Táncdalfesztivál volt, ahol Szörényi Levente énekével egy országot osztott meg, a „fáj–fáj–fáj” „Még fáj minden csók” című számával. Ezen a fesztiválon Koncz Zsuzsa által énekelt dalokat is kísérték. (Négy év után (Szörényi L.–Bródy J.) – Nincsen olyan ember (Payer–S. Nagy I.))
Még ebben az évben kiadták kislemezen a „Különös lány” (Szörényi L.– Bródy J.), az „Itt állok egymagam” (Szörényi L.– Bródy J.), valamint az „Igen” (Szörényi L.–Bródy) és a „Nyári mese” (Szörényi L.–Bródy J.) című számokat.
1966 decemberében hat dallal szerepeltek az Ifjúsági Magazin Top 10 listáján.
Az együttes hihetetlen népszerűségre tett szert, 1967-ben sorban adták ki slágereiket. A vásznon az Ezek a fiatalok című Banovich Tamás rendezte filmben debütáltak. (A filmből LP készült, azóta ezt tekintik az Illés első nagylemezének.)
A II. Táncdalfesztiválon azonban nem vehettek részt, mert egy tévéműsorban (Show-hivatal) Szörényi Levente az Illés zenéjét elhatárolta a tánczene világától, és ezek után Vitray Tamással komolyabban összeszólalkoztak. A pletykák szerint neki írta később az Illés-együttes a „Ne gondold” című dalt. Ez a dal hihetetlen népszerűségre tett szert, 11 hónapig szerepelt a slágerlistán. Megszülettek az olyan számaik, mint a Nézz rám, Keresem a szót, Nem érdekel, amit mondsz; Eljöttél, az „Ezek a fiatalok” filmben felhangzó Láss, láss, ne csak nézz, a Sárga rózsa, a Bolond lány, a Fáradt vagyok, a Néma szerelem és a Miszter Alkohol. Az együttes és Koncz Zsuzsa egymást erősítette. Ebben az évben még elkészítették Petrovics Emillel a „Szevasz, Vera!” című Herskó János-film zenéjét is.
1967. október 10-én a zenekar a grazi magyar napokon, utána pedig a bécsi Collegium Hungaricumban adott koncertet, elsöprő sikerrel.
Zenéjük megkülönböztetésére ebben az évben használták először a semmitmondó „ex–music” megjelölést is.
Az év végi Ifjúsági Magazin és Magyar Ifjúság szavazatán az olvasók a legjobb zenekarnak választották meg őket.
Bár ebben az időszakban az Illés-együttes zenéjében, és főleg szövegében még nem található meg az a tudatosság, mint a későbbi számaikban, dalaik inkább életérzésekről, vágyakról szólnak, ennek ellenére dalaik mozgósító erővel bírnak korosztályukban. Létrejött az Illés jelenség.
Az 1968–as év még sikeresebben alakult. A  Kádár-korszak kultúrpolitikai vezetése elhalmozta őket díjakkal, felfedezte a őket a filmipar is. (Az oroszlán ugrani készül – „Miért hagytuk, hogy így legyen?”; Bűbájosok – „Történet M-ről”, „Eltávozott nap”, „Kis virág”, Holdudvar – „Holdfény '69”), Tolcsvayékkal és a Bajtala együttessel a könnyűzenei akadémián koncerteztek, a Táncdalfesztiválon fődíjat kaptak az „Amikor én még kissrác voltam” című számukért (11 díjból ötöt zsebeltek be). Újságok szereplői, már nemcsak az ifjúságé, hanem a Népszabadság is terjedelmes cikkben méltatja őket és zenéjüket. Jó időben jó helyen vannak, a megújulási és reformtörekvések, amelyek a politikai életet is jellemzik, rájuk is hatottak.
Zenéjük is tudatosabban fordult a népzene irányába, a kelet-közép-európai, a balkáni népzenét emelték be a saját zenéjükbe, ezzel egy sajátos magyar ifjúsági zenét hoztak létre, amelyet a korabeli közbeszédben néha "hungarobeat"-nek neveztek. 1960-as évek végén Koncz Zsuzsa mellett több turnén és egy kislemezen (Többé ne telefonálj) Kovács Katit is kísérték, majd 1978-ban ebből a kapcsolatból a zenekar zeneszerzőjével egy közös album is lett.

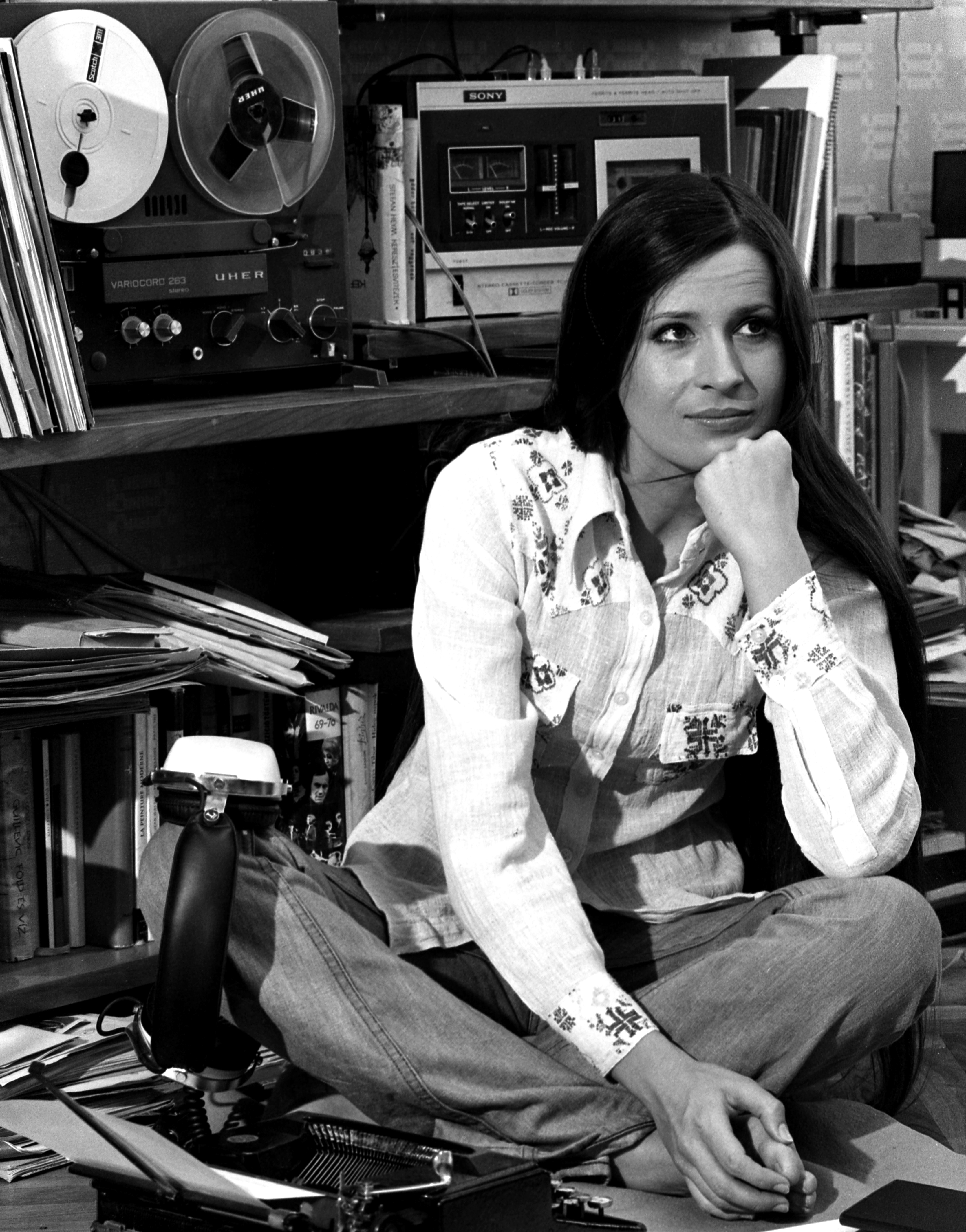
Koncz Zsuzsa (1975)

1968 szeptemberében megnyitották a Fővárosi Művelődési Házban az Illés–klubot Bródy János vezetésével.
Az értelmiség, köztük Jancsó Miklós, Hernádi Gyula, Vitányi Iván, Pernye András, Gyurkó László is támogatták az együttes politikai és népzenét felkaroló ambícióit. A közművelődés szakemberei pedig az Illésen keresztül próbálták a fiatalokat más művészetekhez is eljuttatni.
1968-ban az Illés mítosz lett. Ugyanazt a szerepet töltötték be Magyarországon, mint a Beatles Angliában. Zenei törekvéseikben végleg elkanyarodtak a hagyományos szórakoztató beat-zenétől a népi hangzás felé, szövegeik pedig jobban kifejezték a kor érzéseit. Nem véletlenül nevezték őket a „Nemzet hangjának”.
Az 1968-as év végül a reformok, a fényes szellők világmegváltó tettvágyának blokkolását hozta az ifjúság számára. Az 1968–as prágai tavasz leverése egyértelműen kijelölte, hogy melyek azok a határok, amiket a rendszer nem enged átlépni. A politika körülmények bekeményítettek.
Ez a változás természetesen érintette az Illés-együttes zenei tevékenységét is.
A beat-jelenséget is megpróbálta háttérbe szorítani a hatalom, ennek következtében az Illés-zenekart is elérték a mondvacsinált vádak, a botrányokká felmagasztosított szimpla történetek (pécsi kukaügy, melynek során az Illés-együttest rendbontással, huligánkodással vádolták meg). A kultúrpolitikai irányváltáshoz az együttes is alkalmazkodott, Bródy gyakran nyíltan lázadó szövegei, vagy csak burkolt célzásai tökéletesen hatottak a rajongókra.
1969-ben két nagylemezük is megjelent, az első gyakorlatilag a korábbi kis és nagylemezen megjelent dalok válogatásgyűjteménye, csak 4 új szám szerepel rajta. (Átkozott féltékenység (Szörényi L.–Bródy J.) – Szerelem (Szörényi L.–Bródy J.) – Az ész a fontos, nem a haj (Szörényi Sz.–Bródy J.) – Mondd, hogy nem hiszed el (Szörényi L.–Bródy J.))
A második nagylemezük talán a legjobb lemezük, a címe (Illések és pofonok) alapján a keserű tapasztalatok lemeze, a kor lenyomata zenében és szövegben, a hitehagyás, hogy lehet változtatni. (1968–as cseh beavatkozás) A mindennapok helyzetértékelése szinte minden szám: a változás megrekedéséről (Lehetett volna), a mindennapi kugliemberekről (A kugli), a boldogtalanságról (Történet M.-ről), a butaságról (Sárika), a reményről (A beérkezett levelekre válaszolva), a változni akarásról (Keresem a szót), az utakról (Téged vár), A reklámokról (Reklám úr), a katonaságról (Két év nem sok), a tenni akarásról, a változásba vetett hitről (Nem akarok állni, ha futnak a percek). A lemezen olyan kiváló zeneszámok is helyet kaptak, mint az Óh, kisleány, az Újra itt van, vagy a Pásztory Zoltán dobtudását bemutató Meleghengersor. A lemez igazi stílus-kavalkáddá sikeredett. Még ugyan ebben az évben szerepelnek Kovács András Extázis 7-től 10-ig című filmjében.
1970 februárjában és márciusában a Marquele–Martin menedzseriroda szervezésében 10 napot a beat őshazájában koncerteztek, (Londonban, Cambridge-ben és Cardiffban). Londonban a kritika elismerően szólt a magyar zenekarról, kiemelték a sajátos nemzeti stílust, valamint a politikus hangvételű dalaikat („A zene mellett a fiatal magyar közönségnek Bródy János ad politikai tartalmú szövegeket. A magyar művészetben napjainkban a társadalomkritika dominál. Egy dal, amely a látszólag egyszerű Amikor én még kissrác voltam címet viseli, valójában az ötvenes évek politikai hibáinak éles reflexiója. Más dalok a békéért szólnak, vagy a bürokráciát támadják”.)
Londonban interjút adtak a BBC–nek (az interjúra a Small Facesszel közös koncert után került sor).
Hazaúton Münchenben koncerteztek, március 14–én érkeztek haza fellelkesülve, feltöltődve az angliai utazástól.
1970. április 26–án kezdték volna el forgatni filmjüket Mészáros Mártával, ennek zenei anyagát tervezték nagylemezen kiadni.
A forgatásból azonban semmi sem lett, váratlanul leállították, az ORI eltiltotta őket, megtiltották, hogy Budapesten 8 hónapig fellépjenek, a Hanglemezgyár elzárkózott lemezeik kiadásától, bár Koncz Zsuzsa nem tartozott az eltiltás hatálya alá, a „Szerelem” című lemezét a Magyar Rádió bojkottálta, mert a Szörényi–Bródy szerzőpáros szerepelt rajta. Hivatalosan semmiféle elmarasztalást nem kaptak, mindenki értetlenül állt az események előtt.
Látszólag egy cikk magyarázta meg (Magyar Ifjúság 1970. június 5-ei száma Takács István „Sértett szentek vagy Illésék és pofonok”), melyben a kultúrpolitika közölte álláspontját: Illésék a BBC egyik műsorában meggondolatlanul, szabadszájúan fecsegtek, és ezzel az ellenséges propaganda számára szolgáltattak anyagot. A kultúrpolitika által magasra emelt sztárokat a kultúrpolitika próbálta meg letaszítani az általa emelt trónról. Az Illés így az 1970–es esztendőt gyakorlatilag karanténba zárva töltötte, bár annak ellenére, hogy teljes elszigeteltségben voltak, a Mészáros Márta rendezte „Szép lányok, ne sírjatok” című filmben felhangzó Illés dalok az IM-listára kerültek. Vidéken léptek fel, ők voltak a „vidék legjobb zenekara”.
1971. március 11–én térhettek vissza a fővárosba, az Egyetemi Színpadon mutatták be Human Rights című, az Emberi Jogok Egyetemes Nyilatkozatának tiszteletére írt „beatoratóriumukat” (Angela Davisnek, a kommunista filozófusnak ajánlva). A lemezen közreműködik Mensáros László. Ez a lemez az első a magyar beat-oratóriumi kísérletekben.
Bár a szakma megkülönböztetett figyelemmel fogadta mind formai, tartalmi kísérletei miatt (szakítás a rövid, 2–3 perces dalokkal, nagyobb lélegzetű oratóriumkísérlet), a közönségük nem fogadta elsöprő lelkesedéssel. A lemez akkor született, amikor a politika megkeményedett, erre utalnak a dalok szövegei is: Mondd Te kit választanál, A Kati jött).
A közönség a régi, populárisabb Illést várta vissza. Felléptek a Táncdalfesztiválon is az „Elvonult a vihar” című számukkal, második helyezést érve el. Bár még tartott a siker (Pepita Oroszlán, Magyar Ifjúság sikerlisták, filmzenék), a zenekar felett gyülekeztek a viharfelhők. A kultúrpolitika is szorosabban fogta a gyeplőt, bevezetik az úgynevezett giccsadót, a kultúrpolitika így próbálta szűkíteni a kibontakozó progresszív zenét, egyre több előadó tűnt el hosszabb-rövidebb időre a kortársak közül a nyilvános szerepléstől. Piacosodott a beat-zene is, Levente az együttesen belül a kevésbé rebellis "eladható" zenét favorizálta a régi Illés szellemiségének megtartása mellett, Lajos viszont a régi stílus továbbvitelét szorgalmazta.
1972-ben már láthatóak az Illés-együttesben a kifáradás jelei, kislemezük nem jelent meg, a megjelenő nagylemez is búcsúra utal: Nehéz várni, A szó veszélyes fegyver, Jelbeszéd. Szörényi Levente is energiái nagy részét a filmzenék komponálására fordította. Az együttesen belül feszültek az ellentétek: Szörényi Levente a zenei korlátait akarta kiterjeszteni, szólólemezével kezdett foglalkozni, Bródy az alkotói közösséget akarta megmenteni. (így született meg a KITT Egylet (Koncz–Illés–Tolcsvay és a Trió) 1973 elején). Még 1972-ben Sándor Pál egy rövidfilmet is készített róluk, Add a kezed címmel.
1973-ban „Ne sírjatok, lányok” címmel megjelent még egy lemez, amelyre régi dalaikat játszották fel újra. Nem az Illés, hanem a KITT Egylet (Koncz & Illés & Tolcsvayék és a Trió) közreműködésével készült. A lemezen szereplő 12 dalt újrahangszerelték és újrajátszották a stúdióban. Ekkor már szintetizátort is használtak. Kizárólag LP–n jelent meg (nem szerepel az 1986–os fehér boxban és a '90-es évek CD–kiadásaiban sem), valamint műsoros kazettán, kis példányszámban. Később CD-n is megjelent.
1973. június 10-én a diósgyőri sportpályán jótékonysági koncertet tartottak „Magyar Popkoncert” névvel (Tolcsvay Béla és Kuruc Attila kezdeményezésére, a bevételt a tervbe vett Miskolci Ifjúsági Park felépítésére fordították volna), ahol a nyilvánosan először szereplő KITT Egylet tagjaként Illésék mellett gyakorlatilag fellépett a teljes magyar beat-élmezőny (a nyugat-európai koncertturnén részt vevő Omega, az ORI rendezvényen részt vevő LGT és az akkor még nem koncertező Skorpió kivételével).
Az Illés-együttes fellépése alatt a lelátókról a pályára többen beugráltak, ilyen esetben az együttes leállt, és megkérte őket a rendes viselkedésre. Amikor elbúcsúztak a közönségtől, az együttes nevében Bródy János megköszönte a koncert szervezésében résztvevőknek a lebonyolítást, valamint megköszönte a rendőrség munkáját is az alábbi szavakkal: „Köszönöm a rendfenntartó erők segítségét is. Igen komolyan gondolom ezt, mert voltak, akik már tegnap lejöttek Miskolcra, és nem volt hol aludniuk, a padokon, az Avas oldalában akarták tölteni az éjszakát, a rendőrség részükre szállást biztosított – igaz, hogy ez a fekhely nem volt olyan, mint az otthoni ágy, de reggel megkérdezték, hogy jól aludtak-e, és jó szórakozást kívánva kiengedték őket”.
Ezek után többen füttyögtek és üveget dobáltak. Bródyt ezen mondatai miatt 1 hónapos lakhelyelhagyási tilalommal sújtották, elindítottak egy büntető eljárást ellene, a vád: „több mint 10 ezer fős hallgatóság előtt mint műsorközlő, hangerősítő berendezésen keresztül, valótlan tények állításával a rendőrséggel szembeni gyűlöletkeltésre alkalmas kijelentéseket tett”. Bár első fokon a Miskolci Járásbíróság felmentette őt, a másodfokú Miskolci Megyei Bíróság az ítéletet megváltoztatva 5000 Ft pénzbüntetésre ítélte.
Ez a történet a mai korban humorosnak tűnik, akkor ez azt jelentette, hogy Bródy nem turnézhatott az Illés-együttessel. Ez alatt az idő alatt megkezdődött az Illés-együttes felbomlása: Levente elhatározta, hogy önálló lemezt készít, új zenekart alapít, az együttesben már nem volt meg az egymás iránti tisztelet, őszinteség sem, a zenekar talán belefáradt az állandó hatósági mondvacsinált zaklatásokba is, a zenekar akkor már menthetetlen volt a személyi ellentétek miatt, ezért Illés Lajos 1973. november 2-án bejelentette a nyilvánosságnak a zenekar feloszlását. („Útjaink elválnak… tudomásul kellett vennem, hogy az együttes munkában elfáradtunk.”)
Szörényi Levente bejelentette a Fonográf megalakulását, melyben nem kapott helyet se Pásztory Zoltán, (aki Szörényi szerint is a legnagyobb Illés-rajongó volt), se Illés Lajos. Koncz Zsuzsa a Fonográf mellett maradt, ennek kizárólag az volt az oka, hogy Illés Lajos nem vállalta, hogy dalokat ír a zenekart korábban élő előadás közben cserbenhagyó énekesnő számára, Szörényi Levente azonban igen. Igaz, Szörényi későbbi visszaemlékezései szerint ez nem az ő személyes döntése volt, hanem a Hanglemezkiadó Vállalat nevű monopolhelyzetű lemezgyár de facto főnöke, Erdős Péter zsarolta meg: ha Koncz Zsuzsát nem kísérik, akkor a Fonográfnak egy lemezét sem fogják kiadni.
Illés Lajos újjáalakította zenekarát. Az új zenekar későbbiekben a koncertjein egyetlenegy régi Illés-számot sem játszott el, kivéve az Illések és pofonok lemezen egykor megjelent "Lehetett volna" címűt, amelynek zeneszerzője Illés Lajos volt. Pásztory Zoltán a nyugati vendéglátóiparban kezdett el dolgozni
Az Illés-történet utolsó akkordjaként 1973 végén megjelentek az év közben készült lemezek (Halász Judit: Kép a tükörben, Koncz Zsuzsa: Jelbeszéd és Szörényi Levente: Utazás című albuma). Szörényi lemeze az Illés-stílustól való elfordulás, a magyar népzenére építő stílus helyett a countryzene beemelése a dalaiba.

### Az új Illés (1974–1982)
Illés Lajos teljesen új csapatot szervezett: az együttesbe került Jenei Szilveszter (gitár, ének), Papp Tamás (dob, ütők), Selmeczi László (basszusgitár, ének), Serfőző Anikó (ének), és Kiss Ernő Pál (ének).
A korábbi sikereket nem sikerült megismételniük, bár az 1977-es Metronóm ’77 fesztivált a „Hogyha egyszer” című dalukkal megnyerték. Ezután jelenhetett meg ennek a felállásnak az első és egyetlen nagylemeze, a Boldog város (1978).
1979-ben újjáalakultak: Illés Lajos mellett maradt Jenei Szilveszter (gitár, ének) és Selmeczi László (basszusgitár, ének); Pálmai Zoltán dobolt, a szövegíró Galla Miklós, a későbbi GM49 együttes, majd a Holló Színház alapítója lett. Ismét csak egyetlen lemezre tellett, az sem Magyarországon, hanem Csehszlovákiában jelent meg (Express Image) angol nyelven.
1982-ben ez az együttes is felbomlott.
1988-ban még megjelent Illés Lajos szerzői lemeze (Kicsit keserű), melyet Illés Lajos adott ki, mert a Hungaroton elzárkózott a kiadás elől.
A lemezen Illés Lajos számai szerepelnek Illés Lajos, Demjén Ferenc „Rózsi”, Bontovics Kati, Somló Tamás és Zalatnay Sarolta előadásában. A lemez záró száma Illés Lajos zongoraszólója, melynek címe talán az Illés-együttes lezárását is jelenthette: „Ennyi…..”
A lemezt az egykori P. Box legénysége játszotta fel, Bencsik Sándor, Pálmai Zoltán, Zselencz László. A lemez megjelenésekor Bencsik már nem élt, neve fekete kerettel került a borítóra.
Illés Lajos ezek után már csak Kisorosziban az egyházával, valamint színpadi művek megzenésítésével foglalkozott. (Színpadi művei: a Vörösmarty Mihály Csongor és Tündéje alapján készült Egy fiú és a tündér (musical 1975, Görgey Gáborral), Énekes madár, A pillangók szabadok (betétdalok); Liliomfi (zenés játék), Velünk az Isten (oratórikus istentisztelet), Magyar Ének (Cantus Hungaricus), Bethlehem csillaga (opera, 2000))

## Búcsúkoncertek
1980-ban jelent meg a „Szörényi–Bródy Az első 15 év” című 360 oldalas könyv a Zeneműkiadó gondozásában (ISBN 963-330-411-3), Koltay Gábor szerzeménye, amely a zenekar történetét foglalja össze.
A legenda újraéledésére 1981-ben került sor, amikor a Nemzeti Sportcsarnokban, az első magyar (és egyébként botrányba fulladt) beatkoncert helyszínén újra összeállt a KITT-egylet egy koncert erejéig A koncert címmel. Az érdeklődés hatalmas volt. Az eseményről Koltay Gábor készített egy filmet és könyvet is, és zenei anyagát lemezen is kiadták (az első kiadású lemez borítóján Bródy János neve szerepelt Petőfi Sándor helyett a Nemzeti dal alkotójaként).
1983-ban részt vettek Szörényi Levente és Bródy János István, a király című rockoperájának elkészítésében, illetve ősbemutatóján a Városligeti Királydombon. A műbe egy Illés dal is bekerült, a Te kit választanál. 1984-ben Koltay Gábor szerkesztésében egy könyv is megjelenik az eseményről.
1990 márciusában az együttes 25. születésnapjára az Erkel Színházban zenészbarátok megemlékezést tartottak, elénekelve sok régi dallamot. A születésnapi műsor konferálója Ekecs Géza, népszerűbb nevén Cseke László, a Szabad Európa Rádió „Teenager–party”–jának egykori vezetője volt. Az együttes a nézőtéren az első sorban foglalt helyet, de a közönség a színpadra követelte őket, így a zenészbarátokkal közösen énekelték el a „Miért hagytuk, hogy így legyen” című dalt. Ekkor merült fel először egy búcsúkoncert lehetősége is. (Szörényi Levente: „Ha minden körülmény úgy alakul, lehet, hogy ismét csinálunk egy koncertet.”)
1990. szeptember 15-én a Népstadionba invitálták a rajongókat egy búcsúkoncertre. A 14-ei főpróbán (melyet a nagy érdeklődés miatt egy héttel korábban nyilvánossá tettek) 40 ezer, a végleges előadáson 80 ezren (azaz telt ház!) hallgatták meg az együttes legsikeresebb dalait, a koncert valóságos népünnepéllyé vált. Erre a koncertre két vadonatúj Illés számot is írtak Szörényiék, „Új világ”, és „Kenyér és vér” címmel.
A koncertről CD került kiadásra, melynek érdekessége, hogy a kiadója eredetileg a Som Lajos és Zalatnay Sarolta kiadója lett volna, a Strigon, de csak egy lemez jelent meg, a másodikat már nem jelentették meg. Két évvel később az együttes igényes kiadásban adta ki a koncert anyagát (Tympanon), 1992). Karácsonykor jelent meg a dupla album, minden példány számozva , LP–n, CD–n és kazettán is. Érdekessége ezeknek a kiadásoknak, hogy a három hanghordózó műsora és műsorideje is különbözik egymástól.
A koncert után a rajongók azt hitték, hogy álom zeneszerző-páros újra egymásra talál, de csalódniuk kellett: a politika megint beleszólt az emberi kapcsolatokba, Bródy az SZDSZ, Levente pedig az MDF rendezvényein kampányolt.
1992. december 24–én az együttes a Magyar Televízió nyilvánossága előtt lépett fel újra, az Fővárosi Művelődési Házban, ahol a zsúfolásig megtelt helyiségben a rajongókkal találkoztak, beszélgettek a „hősi múltról”.
A – mint később látható, nem végleges – búcsút 1996 májusában tervezték, a Budapest Sportcsarnokban. Eredetileg egy előadáson szerettek volna elbúcsúzni közönségüktől, de a hatalmas érdeklődés miatt végül három telt házas előadást tartottak május 10–én, május 11–én, és május 17–én. Ezen a koncerten a vezető slágereik mellett a ritkábban előadott számokat is eljátszották. A koncerten előadott számok megjelentek CD-n és kazettán is (Illés'96), valamint a Magyar Televízió is filmet készített róla és levetítette. Szebeni András Illés jelentés '96 címmel egy könyvet is szerkesztett az eseményről.
1999-ben Illés-sztori címmel 13 részes dokumentumsorozatot forgatnak az együttesről. Még ugyanebben az évben Énekelt történelem címmel Kocsis L. Mihály könyvet ír az együttes történetéről.
2001-ben léptek fel legközelebb a legendás összeállításban, a Metro együttes és az Omega együttes társaságban.
2005-ben a legendás Illés 40 éves jubileumára két előadást terveztek, augusztus 5-én Csíkszeredában (korábban sosem játszhattak Erdélyben) és a Sziget Fesztivál nulladik napján. Nem sokkal a bejelentés után Pásztory Zoltán váratlanul elhunyt, a koncerteket nem mondták le, de immár valóban végleges búcsúkoncertté nyilvánították. Az Illés-együttesben ekkor Szörényi Örs (Levente fia) foglalta el Pásztory helyét. Ebben az évben Amikor én még kissrác voltam – Tisztelgés az Illés zenekar előtt címmel egy feldolgozás lemez jelent meg, amelyen 13 mai előadó dolgozta fel az Illés együttes dalait.
2007-ben az Illés-együttes alapító tagja, Illés Lajos hosszan tartó súlyos betegségben elhunyt.
2010 végén Szörényi Levente „Hattyúdal” című koncertjével búcsúzott el végleg közönségétől, többek között Illés-dalokat is eljátszva. Eredetileg az együttes még élő tagjai, valamint „különleges képi és hangtechnikával” Illés Lajos és Pásztory Zoltán is részt vett volna a koncerten, tehát ezt tekinthettük volna az Illés utolsó fellépésének, de ezt Illés Lajos házastársa személyiségi jogokra hivatkozva nem engedte, így Szörényi az óbudai Danubia zenekar kíséretével énekelte el a dalokat.
2014 decemberében a „klasszikus” Illés létrejöttének 50 éves jubileuma alkalmából Beat ünnep címmel adtak koncertet a Szörényi testvérek és Bródy János a Papp László Budapest Sportarénában. A dalok egy része fiatal előadók feldolgozásában hangzott el. A ráadásban megvalósult a négy évvel korábbi terv, a technika segítségével Illés Lajos és Pásztory Zoltán játéka is hallható volt a Miért hagytuk, hogy így legyen című dalban. Az Aréna előtt tartottak három vidéki bejátszókoncertet is (Debrecen, Veszprém, Győr), amelyeken a vendégelőadóknak csak egy része lépett fel.
A 2015. augusztus 22-én tartott mosonmagyaróvári koncertje után végleg feloszlott az Illés-együttes, miután Szörényi Szabolcs bejelentette, hogy nem vállal több koncertet.
2024. szeptember 11-én, Szörényi Levente és Bródy János a Remíz étteremben egy sajtótájékoztató keretén belül jelentette be, hogy az együttes létrejöttének 60. évfordulójának alkalmából egy Illés tisztelgő koncertet tartanak, a Tisztelgés - Illés 60 címmel. A koncert 2025. január 11-én kerül megrendezésre a Papp László Budapest Sportarénában, ahol 9 mai magyar zenekar (az Aurevoir., a Blahalouisiana, a Carson Coma, az Esti Kornél, a Honeybeast, az Irie Maffia, a Leander Kills, a Margaret Island és a Street Sixteen) valamint 3 fiatal színművész közreműködésével adják elő az együttes ismert dalait.
2024. november 2-án elhunyt Szörényi Szabolcs, az együttes basszusgitárosa.

## Jelentősége
Három évvel a beatzene legnagyobb együttese, a The Beatles előtt alakultak és ezzel az egész világon az elsők között csatlakoztak ahhoz a progresszív zenei irányzathoz, amely végül átformálta az egyetemes zenekultúrát. Magyarországon az Illés-együttes korában virágzott a kultúra: ekkor születtek meg Jancsó és Kósa filmjei, a Fényes szelek és a Tízezer nap, a társadalom átalakulóban volt, általános lelkesültség és tenni-akarás volt jellemző a rá. Ebben a korban jelentős megújulási reformtörekvések indultak el a szellemi, a kulturális és a gazdasági életben egyaránt a kisembertől az államapparátusig. Az Illés, mint ahogy Angliában a The Beatles, Magyarországon adta át a fiatalságnak a hitet, az őszinteséget, a változtatni akarást, a zenekar nemcsak a zenét jelentette, hanem egyfajta életfelfogást, ízlésvilágot, egy szabadabb magatartás-változtatásra való törekvést. Egy új világnak a lehetőségét, ahol az emberek szabadabban mondhattak véleményt, önszerveződések jöhettek létre, megindulhatott a klubélet. Az Illés lázadó zenekar, az élvonalból az egyetlen talán abban a Kádár-korszak ellentmondásokkal teli sajátos közhangulatában, akik nyíltan, vagy „virágnyelven”, de először kritizálták a rendszert és feszegették annak diszkréten determinált társadalmi kereteit. Zenéjük, dalaik mondanivalója összekötött, nem szétszakított. Az olyan dalszövegek, mint a Ha én rózsa volnék szövege, vagy a „Nem akarok állni, ha futnak a percek, nem akarok állni, ha fordul a föld” (Nem akarok állni), „El ne hidd azt, bárki mondja, hogy ez jó így, el ne hidd, hogy minden rendben, bárki szédít, el ne hidd, hogy megváltoztunk vezényszóra…” (Miért hagytuk, hogy így legyen?), „Hódító, rabló katonának én nem állok, testvérem gyilkosává én sohasem válok”, „Valakinek holnap meg kell váltani ezt a világot, valakinek holnap le kell tépni magáról a láncot”, „Európa csendes, újra csendes, elzúgtak forradalmai., Szégyen reá…” teljesen egyértelműen fejezték ki gondolataikat a korral és a fennálló rendszerrel kapcsolatban, és többségük az ifjúság himnusza lett.
Az Illés-együttes nemcsak szórakoztatni akart, ők a rockzenét a magyar kulturális élet szerves részéve kívánták tenni. A Fényes szelek hitével forgatták meg a világot, de vihart is kavartak. Mindaz, ami az Illés körül történt, egyúttal részben az 1960-as évek könnyűzenei és társadalomtörténete is, a berobbanásukkal, a hitükkel, a kor szellemétől eltérő gondolataikkal, majd a kifáradásukkal és kényszerű kompromisszumaikkal. Ők voltak azok, akik felismerték, hogy az igazi kultúra része lehet egy sajátosan magyar népzenei hagyományokra épülő, de mégis korszerű zene, és ezt dalaikban is megjelenítették. Munkájukkal hozzájárultak a közízlés modernizációjához, a határainak fokozatos és tudatos feszegetésével a puha diktatúra élhetőbbé alakításához, illetve a nagy generáció kulturális szocializációja nekik is köszönhető, amelynek ma már természetes részét képezik a könnyűzenei irányzatok között a rock- és popzene is.

## Díjak, elismerések
- A rádió amatőr vetélkedőjének első díja (1965)
- A Táncdalfesztivál második helyezettje (1966)
- Az év beategyüttese (1967)
- A Táncdalfesztivál győztese (ezen kívül még további 5 díj) (1968)
- A Táncdalfesztivál második helyezettje (Koncz Zsuzsa Színes Ceruzák című dalával) (1968)
- Az év beategyüttese (1968)
- Arany gitár-díj (Az Ifjúsági magazin díja, a "Gitáros Imi") (1967)
- Az év beategyüttese (1969)
- A Táncdalfesztivál második helyezettje (1971)
- Pepita oroszlán (1971)
- Az év beategyüttese (1971)
- Pop-Meccs: Az év koncertje – Illés: A koncert (1981)
- EMeRTon-díj (1990)
- Kossuth-díj (2000)

## Diszkográfia

### Az Illés-együttes lemezei

#### Stúdióalbumok
- Ezek a fiatalok – 1967. (LPX 17370), 1986. (SLPX 17991) (Illés-box), 1990 (HCD 37445-446), 1993 (HCD 37705 CD1)
- Nehéz az út – 1969. (LPX 17391), 1986. (SLPX 17992) (Illés-box), 1990 (HCD 37445-446), 1993 (HCD 37705 CD2)
- Illések és pofonok – 1969. (LPX 17398), 1986. (SLPX 17993) (Illés-box), 1990 (HCD 37445-446), 1993 (HCD 37705 CD3)
- Human Rights – 1971. (LPX 17410), 1986. (SLPX 17994) (Illés-box), 1990 (HCD 37355), 1993 (HCD 37705 CD4)
- Add a kezed – 1972. (LPX 17437), 1986. (SLPX 17995) (Illés-box), 1990 (HCD 37403), 1993 (HCD 37705 CD5)
- Ne sírjatok, lányok – 1973. (LPX 17455)
- Egy Fiú és a Tündér - 1975. (Vinyl, 7'', 45 RPM, EP)
- Boldog város – 1978. (SPLX 17559), 2005 (HCD 17559) Új Illés-együttes
- Express Image – 1980. (Opus 9116–0979) Új Illés-együttes
- Ne sírjatok, lányok (CD kiadás) – 2000. (HCD 17455)

#### Koncertlemezek
- A Koncert 1981 (SLPX 17686–87, HCD 37843)
- Illés Népstadion I. 1990 (Strigon, NZ–001)
- Illés Népstadion ’90 1992 (Tympanon (2 LP))
- Illés ’96 1996 (HCD 37870–71)
- Szuperkoncert Illés-Metro-Omega 2001 (DV-O2001) 3 DVD-lemez
- Best of Illés Koncert 2005 (HCD 71196)

#### Válogatáslemezek
- Gruppe ILLÉS (német nyelven) 1972 (AMIGA Stereo 8 55 308)
- Legendás Illés-kislemezek 1983 (SLPX 17757)
- Az Illés együttes összes kislemeze 1993 (HCD 37706–7)
- Best of Illés Miért hagytuk, hogy így legyen 1996 (HCD 37844)
- Best of Illés Balladák és lírák 1996 (HCD 37845)
- Az Illés másik oldalán (kiadatlan dalokkal...) 1996 (HCD 37846)
- A magyar beat aranykora 1997 (RM–CD–970201–05)(Reader's Digest)
- Időutazás Illés szekerén (A rajongók körében forgó dupla-lemez, amelyen ritka és kiadatlan Illés-felvételek szerepelnek) 2000

#### Kislemezek
- 1964: EP 7297: Long Tall Sally (Little Richard)/Chapel of Love (P. Spector–E. Greenwich–J. Barry) – ”64” (Illés L.) – Ostinato (Illés L)
- 1965
  - EP 7315: Protonok tánca (Illés L.) – Séta az arany húrokon (Szörényi L.) – Little baby (Shannon–Bennet) – Bucket seats (Routers)
  - SP 251: Summertime (Gershwin) – A magányos (Szörényi L.)
  - SP 260: Johnny guitar (Young–Lee) – Üzenet Eddynek (Szörényi L.)
- 1966
  - EP 7358: Légy jó kicsit hozzám (Szörényi L.–Bródy J.) – Ó, mondd (Szörényi L.–Bródy J.) – Az utcán (Szörényi L.–Bródy J.) – Mindig veled (Szörényi L.–Bródy J.)
  - SP 331: Különös lány (Szörényi L.–Bródy J.) – Itt állok egymagam (Szörényi L.–Bródy J.)
  - SP 344: Igen (Szörényi L.–Bródy ) – Nyári mese (Szörényi L.–Bródy J.)
- 1967
  - SP 350: Nézz rám (Szörényi Levente-Bródy János)- Keresem a szót (Szörényi Levente-Bródy János)
  - SP 362: Nem volt soha senkim (Illés L.–S. Nagy I.) – Ne gondold (Szörényi L.–Bródy J.)
  - SP 432: Nem érdekel, amit mondsz (Szörényi L.–Bródy J.) – Eljöttél (Szörényi L.–Bródy J.)
  - EP 27380: Török induló (W.A. Mozart) / Badinerie (J. S. Bach) / Pacsirta (Dinicu) – Talán egy nap (Szörényi Levente-Bródy János)
- 1968
  - SP 455: Nehéz az út (Szörényi L.–Bródy J.) – Nem érti más, csak én (Szörényi L.–Bródy J.)
  - SP 465: Kis virág (Szörényi L.–Bródy J.) – Eltávozott nap (Szörényi L.–Bródy J.) Az Eltávozott nap (Mészáros Márta) című film zenéjéből
  - SP 472: Little Richard (Szörényi L.–Bródy J.) – Régi, szép napok (Szörényi L.)
  - SP 534: Téli álom (Szörényi L.–Bródy J.) – Régi dal (Szörényi Sz.–Bródy J.)
- 1969
  - SP 542: Holdfény '69 (Szörényi L.–Bródy J.) – Alig volt zöld (Szörényi L.–Bródy J.) (Az első szám a Holdudvar (Mészáros Márta) című film zenéje).
  - SP 575: Miért hagytuk, hogy így legyen (Illés L.–Bródy J.) – Március, 1848 (Szörényi L.–Bródy J.) Az első szám Az oroszlán ugrani készül (Révész György) című film zenéje.
  - SP 592: Rockandroll Rézi (Szörényi L.–Bródy J.) – Mákosrétes (Szörényi Sz.–Bródy J.)
  - SP 599: Történet M.–ről (Szörényi L.–Bródy J.) – Bűbájosok (Szörényi L.–Bródy J.) Mindkét szám a Bűbájosok (Rózsa János) című film zenéje.
  - SP 681: Sárika (Szörényi Sz.–Bródy J.) – Lehetett volna (Illés L.–Bródy J.)
- 1970
  - SP 683: Menekülés (Szörényi L.–Bródy J.) – Nem hiszem (Szörényi L.–Bródy J.)
  - SP 738: Kéglidal (Szörényi L.–Bródy J.) – Élünk és meghalunk (Illés L.–Bródy J.) Mindkét szám a Szép lányok, ne sírjatok (Mészáros Márta) című film zenéje.
  - SP 769: Ó, kisleány (Illés L.–Bródy J.) – Lusta vagyok (Szörényi L.–Bródy J.)
  - SP 789: Ne sírjatok lányok (Szörényi L.–Bródy J.) – Júliára várunk (Szörényi L.–Bródy J.) Mindkét szám a Szép lányok, ne sírjatok (Mészáros Márta) című film zenéje.
- 1971
  - SP 825: A lány és a csavargó (Szörényi Sz.–Bródy J.) – Szoríts erősen (Szörényi Sz.–Bródy J.)
  - SP 899: Tudod–e te kislány? (Illés L.–Bródy J.) – Gondolj néha rám (Szörényi L.–Bródy J.) (Az első szám a Sípoló macskakő (Gazdag Gyula) című film zenéje.)
- 1977
  - SPS 70243: Amikor én még kissrác voltam (Szörényi L.–Bródy J.) – Az utcán (Szörényi L.–Bródy J.)
  - SPS 70269: Kéglidal (Szörényi L.–Bródy J.) – Légy egy napra kedvesem (Szörényi L.–Bródy J.)
- 1990: SPS 70821: Új világ (Szörényi L.–Bródy J.) – Kenyér és vér (Illés L.–Bródy J.)

#### Az Új Illés kislemezei
- 1974: SPS 70157 A tűzből támadt lány (Illés L.–Monostori M.) – Sose légy hitetlen (Illés L.–Monostori M.)
- 1975
  - SPS 70175 A tündér (Illés L.–Tolcsvay B.)
  - SEP 27493 Egy fiú és a tündér (Illés L.–Görgey Gábor) (Gyere velünk Csongor – Ilma dala – Miattad – Csongor búcsúdala) Vörösmarty Mihály Csongor és Tündéjének musicalváltozata
- 1977
  - SPS 70275 Hogyha egyszer (Illés L.–Görgey G.) A Metronom'77 fesztivál első díjas dala.
  - SPS 70294 Szélvész ez a lány (Illés L.–Miklós T.) – Száz év múlva (Illés L.–Neményi T.)
- 1978
  - SPS 70310 Olyan jó ez (Illés L.–Neményi T.)
  - SPS 70345 Tedd fel a két kezed (Kiss Ernő Pál–S. Nagy I.)
- 1979: SPS 70402 Egy régi jó barát vagyok (Illés L.–Demjén F.) – Visz az út hazafelé (Jenei Sz.–Miklós T.)

### Az Illés-együttes közreműködésével kiadott lemezek

#### Nagylemezek
- 1969 LPX 17393: Volt egyszer egy lány Koncz Zsuzsa nagylemeze
- 1970 LPX 17407: Szerelem Koncz Zsuzsa nagylemeze
- 1971 LPX 17429: Kis Virág Koncz Zsuzsa nagylemeze, Amiga–855271: Zsuzsa Koncz NDK–Berlin (német nyelvű) Koncz Zsuzsa válogatáslemeze
- 1972 LPX 17452: Élünk és meghalunk Koncz Zsuzsa nagylemeze
- 1973 SLPX 17462: Jelbeszéd Koncz Zsuzsa nagylemeze
- 1974 SLPX 17459 Utazás Szörényi Levente nagylemeze
- 1995 HCD 37803: Levi’s Best–50 Szörényi Levente válogatáslemeze

#### Kislemezek
- 1965 : SP 265: Táskarádió (Fényes Sz.–Bacsó P.) – Te szeress legalább (Fényes Sz.–Bacsó P.) Mindkét szám a Szerelmes biciklisták (Bacsó Péter) című film zenéje. Az elsőt Szörényi Levente, a másodikat Mary Zsuzsa énekli.
- 1966
  - SP 277: Rohan az idő (Szörényi L.–S. Nagy I.) – I who have nothing (Leiber–Stoller) Mindkét számot Koncz Zsuzsa énekli, az elsőt az Illés, a másodikat a Metro együttes kíséri.
  - SP 301: Oh no, he don't (Chris Andrews) – I don't need that kind of Loving (Chris Andrews) Az első szám Koncz Zsuzsa és Szörényi Levente duettje, a másodikat Koncz Zsuzsa énekli, mindkettőt az Illés-együttes kíséri.
  - SP 316: Négy év után (Szörényi L.–Bródy J.) Koncz Zsuzsa énekli.
  - SP 322: Még fáj minden csók (Szörényi L.–Bródy J.) – Nincsen olyan ember (Payer–S. Nagy I.)
- 1967
  - SP 350: Nézz rám (Szörényi L.–Bródy J.) – Keresem a szót (Szörényi L.–Bródy J.) A második számot Koncz Zsuzsa énekli.
  - EP 27380: Talán egy nap (Szörényi L.–Bródy J.) Hacki Tamás lemeze, kísér Rahói Ernő zenekara.
  - SP 439: Miszter Alkohol (Szörényi Sz.–Bródy J.) – Szőke Anni balladája (Illés L.–Bródy J.) Mindkét számot Koncz Zsuzsa énekli.
- 1968
  - SP 468: Hajnali lány (Szörényi Sz.–Bródy J.) Koncz Zsuzsa énekli.
  - SP 487: Eretnek vágy (Illés L.–Barna É.) Koncz Zsuzsa énekli.
  - SP 525: Színes ceruzák (Szörényi L.–Bródy J.) (Koncz Zsuzsa énekli)
  - SP 530: Amikor én még kissrác voltam (Szörényi L.–Bródy J.)
- 1969
  - SP 654: Ma végre jó a kedvem (Illés L.–Bródy J.) – Azt hitted, kis bolond (Szörényi Sz.–Bródy J.) Mindkét számot Koncz Zsuzsa énekli.
  - SP 566 Jaj, Józsikám (Szörényi Sz.–Bródy J.) – És most itt vagy velem (Szörényi Sz.–Bródy J.) Mindkét számot Koncz Zsuzsa énekli.
- 1970
  - SP 765: Én nem tudtam azt kérem (Szörényi Sz.–Bródy J.) – Korai még (Bródy J.–R. Burns–Kormos I.) Mindkét számot Koncz Zsuzsa énekli.
- 1971
  - SP 799: Barbara (Bródy J.) – André (je t'aime) (Szörényi L.–Bródy J.) Mindkét számot Koncz Zsuzsa énekli.
  - SP 819: Ne sírj kedvesem (Tolcsvay L.–Tolcsvay Béla) – Akire nézek (Illés L.–Bródy J.) Mindkét szám az MTV Tapsifüles című műsorában hangzott el Koncz Zsuzsa előadásában, a második számot az Illés-együttes kíséri.
  - SP 854: Rég volt, szép volt (Szörényi L.–Bródy J.) – Elvonult a vihar (Szörényi L.–Bródy J.) V. Táncdalfesztivál dalai, az elsőt Koncz Zsuzsa énekli az Illés-zenekarral.
- 1972: SP 70006: Mondd el, ha kell (Illés L.–Bródy J.) Koncz Zsuzsa fesztiváldala 1972-ben. A Fesztiválzenekarban Pásztory Zoltán dobol.
- 1973
  - SP 70041: Karolj át (Szörényi L.–Bródy J.) – Rakd fel a szemüveget (Szörényi L.–Bródy J.) Az első számot a Tessék választani! című műsorban mutatták be. Mindkét számot Koncz Zsuzsa énekli. Ez az utolsó Illés és Koncz közös kislemez. A Jelbeszéd című LP–vel együtt tiltották be, és bojkottálta a Magyar Rádió.
  - SP 70058: Dal az ártatlanságról (Szörényi L.–Bródy J.) – Bánatvirág (Szörényi L.–Bródy J.) Mindkét szám Szörényi Levente Utazás című első szólólemezéről való.
- 1977: SPS 70244: Miszter Alkohol (Szörényi Sz.–Bródy J.) – Szőke Anni balladája (Illés L.–Bródy J.)
- 1979: SLPX 17585 Tessék választani válogatás (Két hosszú év (Illés L.–Serfőző A.)) Az Új Illés-együttes száma

### Az Illés-együttes dalai válogatáslemezeken
- 1965: LPX 7336: Ritmus '65 (Nem híres jazz énekes km., Se piangi se ridi km., Bucket Seats, Protonok tánca)
- 1968: LPX 17395: Táncdalfesztivál 1968 (Amikor én még kissrác voltam, Színes ceruzák)
- 1972: AMIGA Stereo 4 55 885 Gruppe ILLÉS Wo ist Julia-Júliára várunk (Szörényi L.–Bródy J.–I. Branoner) – Komm, geh mit mir – Szerelem (Szörényi L.–Bródy J.–D. Schneider)
- 1975: AMIGA Stereo 8 55 399: 20 x Beat slágerválogatás (Szörényi L.–Bródy J.–I. Branoner: Wo ist Julia)
- 1977: SLPX 17536: Fényes Szabolcs dalai (Táskarádió)
- 1978: SLPX 17557: Láss, ne csak nézz Az 1978-as VIT-re készült válogatás (Láss, ne csak nézz, Életrajz, Álmodunk és ébredünk, Nem akarok állni)
- 1982: LPX 17740: Rocklegendák I. (Táskarádió, Rohan az idő). A Rohan az idő nem azonos a kislemezfelvétellel.
- 1982: SLPX 17707: „Sztárok 33-on” a Verkli együttes lemeze. A lemez A oldalán húsz Illés-sláger hallható diszkó-feldolgozásban
- 1983: SPLX 17768: Rocklegendák II. (Elvonult a vihar, Rég volt, szép volt)
- 1990: SLPM 37394: „Calypso–873” (Ne gondold)
- 1990: C&C 29513: „MUKI” Muck Ferenc jazzlemezén két Illés-szám feldolgozása (Még fáj minden csók, Az utcán)
- 1991: SLPM 37549: Táncdalfesztivál 1966 (Még fáj minden csók)

### Az Illés-együttes mint kísérőzenekar
- 1964: LP 7325: Bodrogi Gyula A Patyolat akció című első magyar zenés film hanganyaga.(Vonatzene)
- 1965
  - SP 246: Mátray Zsuzsa (E L'umo per me, Miért nem vagy nálam)
  - SP 248: Németh József (California Sun; Ugye nem igaz)
  - SP 259: Korda György (Hippy, Hippy Shake)
  - SP 265: Mary Zsuzsa (Te szeress legalább)
  - EP 7324: Korda György (Se piangi, se ridi; Dzsingisz kán, Quando vedrai la mia ragazza; Nem kell nékem nagyhercegnő)
  - SP 266: Ambrus Kyri (Oh, Henry)
  - EP 7328: Ambrus Kyri (Kiss Me Sailor; Annyi baj legyen, Call On Me; Nem híres jazzénekes)
  - EP 7346: Koncz Zsuzsa (Long Live Love; Go To See My Babe) (I've Fallen In Love; All Over the World)
  - SP 283: Korda György (I Saw Linda Yesterday)
- 1966
  - SP 292: Ambrus Kyri (Ne szóljon meg senki)
  - SP 293: Bende Zsolt (Úgy fáj a szív)
  - EP 7361: Koncz Zsuzsa (Ébredj fel; Rosszul szerettél; Beléptél az életembe)
  - SP 323: Koncz Zsuzsa (Most az egyszer táncoljunk egy tangót)
  - SP 332: Koncz Zsuzsa (Itt élsz valahol)
  - SP 343: Voith Ági (Nem szoktam hazudni)
- 1967
  - SP 353: Kovács Kati (Illés L.–S. Nagy I.: Többé ne telefonálj)
  - SP 357: Aradszky László (Pókháló az ablakon)
  - SP 363: Dobos Attila (Albérlet az emeleten)
  - SP 367: Ambrus Kyri (Nem értem a fiúkat)
  - Rádiófelvétel: Máté Péter (Úgy várom, jössz-e már)
- 1968: LPX 17388: Dobos Attila táncdalai 1978 (Albérlet az emeleten)
- 1970: LPX 17409: Lovas Róbert: A tettes én vagyok szerzői nagylemez (Pókháló az ablakon)
- 1971: SP 838: Zalatnay Sarolta (Tolcsvay L.–Tolcsvay B.: Ne sírj kedvesem) Párhuzamosan létezett ez a kislemez a Koncz Zsuzsa & Tolcsvayék és a Trió kislemezzel
- 1984: SLPM 17896 Máté Péter: Elmegyek válogatáslemez (Úgy várom, jössz-e már)

### Az Illés-együttes filmzenéi
- 1967 Ezek a fiatalok (Zene)
- 1967 Fiúk a térről (Zene)
- 1967 Szevasz, Vera! (Zene)
- 1968 Holdudvar (Zene), Kovács Kati (ének)
- 1968 Eltávozott nap (Zene), Kovács Kati (ének)
- 1969 Az oroszlán ugrani készül (Zene, ének)
- 1969 Bűbájosok (Zene)
- 1970 Szép leányok, ne sírjatok (Zene)
- 1971 A sípoló macskakő (Zene)
- 1972 Petőfi '73 (Zene)
- 1973 Álljon meg a menet (Zene)
- 1973 Szabad lélegzet (Zene)

### Az Illés-együttes filmjei
- Ezek a fiatalok (1967)
- Extázis 7-től 10-ig (1969)
- Add a kezed (Illés Show) (1972)
- A koncert (1981)
- István, a király (1983)
- Népstadion '90 (1990)
- Karácsony FMH (1992)
- Illés koncert '96 (1996)
- Antológia "Illés-sztori" (1999) (13 részes sorozat)
- Szuperkoncert – Népstadion (2001)
- Csíkszereda (2005)
- Hattyúdal (2011) (Szörényi Levente szólókoncertje, amelynek a végén több Illés dal is elhangzik szimfonikus hangszerelésben.)

### Könyvek, amelyekben az Illés-együttes szerepel
- Újévi táncalbum 1968 (1967)
- Várhelyi Antal: Az Illés, Metro, Omega, Atlasz, Pannonia együttesek műsorából (1968)
- Az Illés együttes legsikeresebb dalai (1971)
- Miklós Tibor – Takács Ágnes: Keresem a szót, keresem a hangot (1977)
- Koltay Gábor: Szörényi-Bródy (1980)
- Koltay Gábor: A koncert – dosszié (1981)
- Koltay Gábor: István, a király (1984)
- Enyedi Zoltán – Fáth Péter – Kende Tamás – Kresz Albert: István, a király – Illés – Népstadion, 1990. szeptember 15. (1990)
- Szebeni András: Illés jelentés '96 (1996)
- Muszty Bea – Dobay András: Illés daloskönyv (1996)
- Kocsis L. Mihály: Illés – Énekelt történelem. Vocal history (1999)
- Szörényi Levente: De ki adja vissza a hitünket?! (2005)
- Koltay Gábor: István, a király emlékkönyv 1983–2008 (2008)
- Stumpf András: Szörényi – Rohan az idő (2015)
- Majnik László: Barázdák között – Tanulmány az Illés Zenekar 1964–1973 között megjelent hanglemezeiről (2017)